# Valentin Bouboukine
 (novembre 2013).
Si vous disposez d'ouvrages ou d'articles de référence ou si vous connaissez des sites web de qualité traitant du thème abordé ici, merci de compléter l'article en donnant les références utiles à sa vérifiabilité et en les liant à la section « Notes et références ».

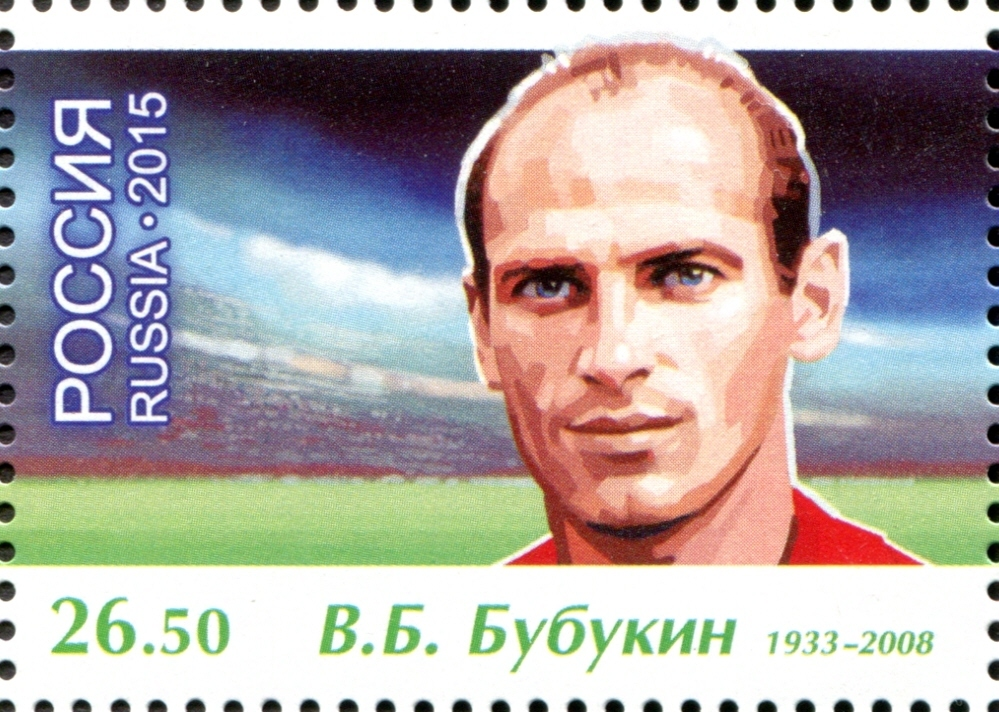
Timbre postal à l’effigie de Valentin Bouboukine (2015).

Valentin Borissovitch Bouboukine (en russe : Бубукин, Валентин Борисович), né le 23 avril 1933 à Moscou (Union soviétique) et mort le 30 octobre 2008, est un joueur de football soviétique. Il représenta l'Union soviétique lors de la Coupe du monde de football 1958 et l'Euro 1960.

## Débuts
Bubukin commence sa carrière au VVS Moscou en faisant partie de la réserve lors de la saison 1952, il n'intégrera jamais l'équipe première puisqu'il ira au Lokomotiv Moscou en 1953 où il évoluera à l'attaque avec Gueorgui Borzenko sa première saison se termine avec une 6e place.
La saison 1954 débute mais Bubukin n'arrive pas à s'imposer parmi l'équipe-type, le club rate sa saison et termine 10e. Le Lokomotiv tente de faire oublier cette contre-performance mais termine la saison 1955 avec une 5e place et une élimination en demi-finale de la Coupe d'URSS de football.
La saison 1956 ne réussit pas au Lokomotiv, il prenne la 10e et se maintienne de justesse parmi l'élite, preuve du fiasco le meilleur buteur de l'équipe est Viktor Sokolov avec seulement 9 buts inscrits. Bubukin ne réussit toujours pas à gagner sa place.

## Premier trophée et découverte
Après la catastrophe de 1956, le Lokomotiv réagit en 1957 et prend la 4e du Championnat d'Union soviétique de football et remporte la Coupe d'URSS en s'imposant 1-0 face au Spartak Moscou.
La saison 1958 est une grande saison pour Bubukin, il s'invite dans l'équipe type du Lokomotiv et ne déçoit pas en marquant à 9 reprises terminant ainsi 6e juste derrière son coéquipier Viktor Voroshilov auteur de 10 buts. Il est sélectionné par Kachalin pour jouer la Coupe du monde de football de 1958 mais il verra l'ensemble des matchs de son pays depuis le banc n'étant aligné aucune fois pendant cet événement planétaire.
La saison 1959 est un renouveau pour Bubukin et son équipe, il termine second du championnat à 2 petits points du Dinamo Moscou et termine à la 4e place du classement des buteurs avec 10 buts. Bubukin voit un coup d'arrêt lors de la saison 1960 où il ne terminera pas dans les premiers du classement des buteurs, classement où s'illustre son coéquipier Viktor Sokolov qui affichera le score de 17 buts et prendra la 3e place. Le club termine 5e et Bubukin décide de faire ses valises et de partir au CSKA Moscou. Kachalin le sélectionne pour l'Euro 1960 en France, à la différence de la Coupe du monde, il est titulaire pendant les éliminatoires jusqu'à la finale où il remportera avec son équipe le Championnat d'Europe de football au Parc des Princes.

## CSKA Moscou
Bubukin fraîchement champion débarque au CSKA Moscou au début de la saison 1961, le club termine pourtant premier de la phase A mais finit 4e sur le tableau final, Bubukin ne participera à peu de match, à cause de l'efficacité devant le but du buteur Aleksei Mamykin.
La saison 1962 n'est guère mieux, Bubukin ne trouve que rarement le chemin des filets et le club termine 4e, Valentin retourne au Lokomotiv après la fin de la saison.

## Retour au Lokomotiv
Valentin Bubukin retourne au Lokomotiv pour commencer la saison 1963, mais il vit une saison cauchemardesque avec le Lokomotiv qui prend la 17e et qui est relégué en deuxième division.
La saison 1964, voit Bubukin terminer meilleur buteur de l'équipe et permettre au club de remonter en Soviet Top League.
La saison 1965 est la dernière pour Bubukin, le Lokomotiv termine 15e et échappe de justesse à la relégation. Bubukin raccroche les crampons à l'âge de 32 ans.

## Carrière d’entraîneur
Dès l'annonce de la fin de sa carrière, Bubukin prend les devants du Lokomotiv pour la saison 1966, mais il ne réussit pas à redorer la blason de l'équipe et le Lokomotiv termine 17e. La saison 1967 ne voit aucun changement dans le jeu et le Lokomotiv termine une nouvelle fois 17e. La saison 1968 est un peu meilleure : le Lokomotiv termine 10e. Bubukin quitte le poste d’entraîneur.
De 1970 à 1972, Bubukin entraîne l'équipe du Tavria Simferopol, en Crimée, qui évolue en seconde division, mais il ne parvient pas à faire monter le club au haut niveau.
Bubukin entraîne à partir de 1973, le club du Karpaty Lviv. Il termine 14e avec son club évitant de peu un nouveau séjour pour Valentin en seconde division. Bubukin ne peut faire mieux que la 11e place avec le club lors de la saison 1974. Il alors le club pour être adjoint d'Anatoli Tarassov et d'Aleksei Mamykin au CSKA Moscou de 1975 à 1977.
En 1978, il fait un passage au Championnat du Vietnam de football où il entraîne le Câu Lac Bô Quân Dôi et décroche le titre de champion.
Bubukin revient en URSS lors de la saison 1979 et reste jusqu'à 1987 dans la liste des entraîneurs du CSKA ou dans l'administration.

## Statistiques
| Saison                | Club                  | Championnat           | Championnat | Championnat | Coupe(s) nationale(s) | Coupe(s) nationale(s) | Total | Total |
| Saison                | Club                  | Division              | M.          | B.          | M.                    | B.                    | M.    | B.    |
| 1953                  | Lokomotiv Moscou      | D1                    | 5           | 2           | 2                     | 0                     | 7     | 2     |
| 1954                  | Lokomotiv Moscou      | D1                    | 13          | 2           | 1                     | 0                     | 14    | 2     |
| 1955                  | Lokomotiv Moscou      | D1                    | 22          | 7           | 3                     | 1                     | 25    | 8     |
| 1956                  | Lokomotiv Moscou      | D1                    | 20          | 7           | -                     | -                     | 20    | 7     |
| 1957                  | Lokomotiv Moscou      | D1                    | 21          | 4           | 5                     | 4                     | 26    | 8     |
| 1958                  | Lokomotiv Moscou      | D1                    | 22          | 9           | 3                     | 0                     | 25    | 9     |
| 1959                  | Lokomotiv Moscou      | D1                    | 22          | 10          | 1                     | 0                     | 23    | 10    |
| 1960                  | Lokomotiv Moscou      | D1                    | 23          | 7           | -                     | -                     | 23    | 7     |
| Sous-total            | Sous-total            | Sous-total            | 148         | 48          | 15                    | 5                     | 163   | 53    |
| 1961                  | CSKA Moscou           | D1                    | 20          | 3           | -                     | -                     | 20    | 3     |
| Sous-total            | Sous-total            | Sous-total            | 20          | 3           | -                     | -                     | 20    | 3     |
| 1962                  | Lokomotiv Moscou      | D1                    | 25          | 5           | 1                     | 1                     | 26    | 6     |
| 1963                  | Lokomotiv Moscou      | D1                    | 32          | 7           | 1                     | 0                     | 33    | 7     |
| 1964                  | Lokomotiv Moscou      | D2                    | 34          | 14          | 3                     | 0                     | 37    | 14    |
| 1965                  | Lokomotiv Moscou      | D1                    | 27          | 5           | 2                     | 1                     | 29    | 6     |
| Sous-total            | Sous-total            | Sous-total            | 118         | 31          | 7                     | 2                     | 125   | 33    |
| Total sur la carrière | Total sur la carrière | Total sur la carrière | 286         | 82          | 22                    | 7                     | 308   | 89    |

## Palmarès
Palmarès de joueur
 Lokomotiv Moscou
- Vainqueur de la Coupe d'Union soviétique en 1957.

 Union soviétique
- Champion d'Europe en 1960.

Palmarès d'entraîneur
 Thể Công
- Champion du Vietnam en 1978.